# Istenes Szent János
Istenes Szent János, O. H. (portugálul: João de Deus, spanyolul: Juan de Dios), (Montemor-o-Novo, 1495. március 8. – Granada, 1550. március 8.) Portugáliában született, de Spanyolországban tevékenykedett. Beteg, fogyatékos és a társadalom peremére szorult embertársait önként ápoló ember volt. Sebastián Ramírez de Fuenleal, Tuy püspöke hagyta jóvá az „Istenes János" nevet, amelyet az emberek adtak neki. Követői később egy betegápoló szerzetesrendet alapítottak, az Irgalmasok rendjét, amely a szegény sorban lévő betegekről és mentális zavarban szenvedőkről gondoskodik. A római katolikus egyház szentté avatta és Spanyolország egyik legfontosabb vallási személyiségeként tartja számon. A magyarok között először, 1650-ben Szepesváralján jelentek meg az irgalmasrendi testvérek.

## Életrajz
Az első életrajzot Istenes Szent Jánosról Francisco de Castro káplán írta, aki a Szent János által alapított kórház káplánja volt a spanyolországi Granadában. Fiatal korában Castro személyesen is ismerte Jánost, így saját tapasztalatai, valamint a kortársak beszámolói alapján írta meg az életrajzot. 1579-ben, 29 évvel Szent János halála után kezdte el írni, Granada érsekének támogatásával. A kiadást már nem érte meg, a könyvet végül édesanyja adta ki 1585-ben. 
1587-ben egy Giovanni Bordini nevű pap jóvoltából megjelent az olasz fordítás. Annak ellenére, hogy számos fordítási hiba és személyes elképzelés tarkította, ez a munka lett a legtöbb későbbi fordítás alapja.

### Korai évek
Istenes Szent János João Duarte Cidade néven látta meg a napvilágot Montemor-o-Novóban, amely most Évora kerülethez tartozik Portugáliában. Édesapja André Cidade, édesanyja Teresa Duarte volt, akik vallásos hitben nevelték gyermeküket. A valamikor fontosnak számító család János születésekor már el volt szegényedve. A nyolcéves János egy napon eltűnt. Nem tisztázott, hogy szándékosan rabolták el vagy a házukban elszállásolt pap csábította el otthonról. Az eredeti életrajz szerint anyja belehalt a gyászba, az apja pedig belépett a ferences rendbe.
A fiatal János hamarosan hajléktalan árvává lett. A Toledo közelében lévő Oropesa utcáin tengette életét egészen addig, amíg egy Francisco Mayoral nevű férfi szánalomból be nem fogadta. Mayoral az oropesai pásztorok vezetője volt, így a kis János munkát is kapott, juhokat kellett őriznie, ennek fejében pedig olyan nevelésben részesült, amelyet szülei nem engedhettek volna meg maguknak. Megtanult írni, olvasni, számolni, és a gazdálkodásban is kiképezték. Derék fiatalemberré lett, és gazdája minden évben fontosabb feladatokat bízott rá, végül már az egész birtokot ő vezette egyedül.

### Katonai élet
A gazda annyira elégedett volt Jánossal, hogy azt szerette volna, hogy feleségül vegye a lányát és ő legyen az örököse. A 22 éves fiatal ember először gondolkodási időt kért, aztán elutasította az ajánlatot. Mikor pedig gazdája erőltette a dolgot, elszökött és beállt katonának a francia-spanyol háborúban. Katonáskodás közben azonban elfeledkezett az imádságról és egyre mélyebbre süllyedt. Csak egy lelki megrázkódtatás térítette ismét jó útra: leesett a lováról, és elvesztette eszméletét. Amikor magához tért, ellenséges területen találta magát. A Szűzanyához fohászkodott, és épségben visszajutott a spanyol táborba. De ott még rosszabbul járt. Megbízták, hogy őrizzen egy hatalmas mennyiségű zsákmányt, de minden ébersége ellenére ellopták. Őt gyanúsították a tett elkövetésével, és halálra ítélték. Föl akarták akasztani, de egy magas rangú tiszt visszaadta az életét azzal a feltétellel, hogy minél előbb tűnjön el a hadseregből.
Kiábrándulva a katonai életből visszatért Oropesaba és még négy évet eltöltött pásztorkodással. A pásztor élete akkor maradt abba végleg amikor Oropesa grófja és a serege elindult, hogy megütközzön a törökökkel Bécsnél. A még mindig nőtlen János, azonnal úgy döntött, hogy csatlakozik hozzájuk. A következő 18 évben katonaként szolgált Európa különböző részein.
Miután a gróf és csapata segített a törökök megfutamításában visszatértek a spanyolországi La Coruña városába. Mivel János ily közel került a szülőföldjéhez úgy döntött, hogy visszatér a szülővárosába a portugáliai Montemor-o-Novóba és megpróbálja felkutatni a rég elvesztett családját. A szülei nevére már nem emlékezett, de sikerült felkutatnia egy még életben lévő nagybátyját aki még mindig a városban élt. A nagybácsi ismertette vele a szülei sorsát és így rájött, hogy nincs már semmilyen kötelék ami ehhez a régióhoz kötné, így visszatért Spanyolországba.

### Afrikában

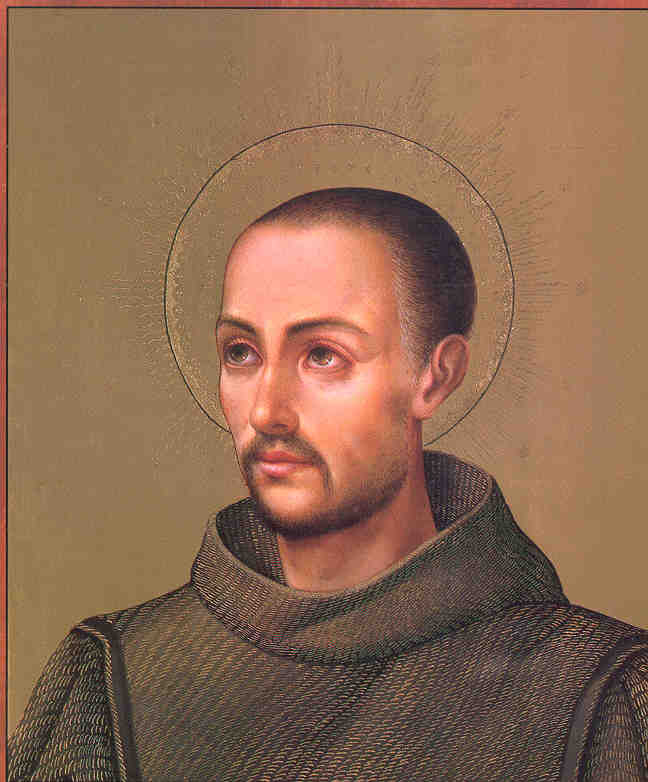
Istenes Szent János

Sevilla közelében telepedett le és újból birkapásztorkodással kezdett foglalkozni. Közben elkezdett elmélkedni az életén. Egy nap aztán az a gondolata támadt, hogy Afrikába megy és ott segítségére lesz a fogoly keresztényeknek, és talán dicsőséges vértanúságot is szenved. Csatlakozott egy portugál lovaghoz és annak családjához, akik Ceutába mentek száműzetésbe.
Amikor megérkeztek a kolóniába kirabolták őket és a család nincstelenül maradt. Ráadásul az egész család lebetegedett. Nem lévén más választása a lovag Jánoshoz fordult segítségért. Ő megígérte, hogy törődik a családdal, ápolta őket és munkát is szerzett magának, hogy az élelmezésükről is gondoskodjon.
A sok jó cselekedet ellenére János egyre elveszettebbnek érezte magát lelkileg. Bűntudat gyötörte a katonaságban eltöltött évek miatt amikor eltávolodott istentől és nem gyakorolta a hitét. Így hát elment a helyi ferences kolostorba, ahol az egyik szerzetes ráébresztette, hogy a mártíromság utáni vágya az önszeretetéből fakad és nem szolgálja a spirituális fejlődését. Azt javasolta naki, hogy térjen vissza Spanyolországba és valami szerényebb célt tűzzön ki maga elé. János meg is fogadta ezt a tanácsot és visszahajózott Gibraltárba. Andalúziában kezdett vándorolni, hogy kitalálja, mi is akarhat tőle Isten.
Életének ezen időszakában történt, hogy látomásai voltak a gyermek Jézussal. A látomások Granadába irányították. János letelepedett a városban és könyvek terjesztésével kezdett foglalkozni.

### Megtérése

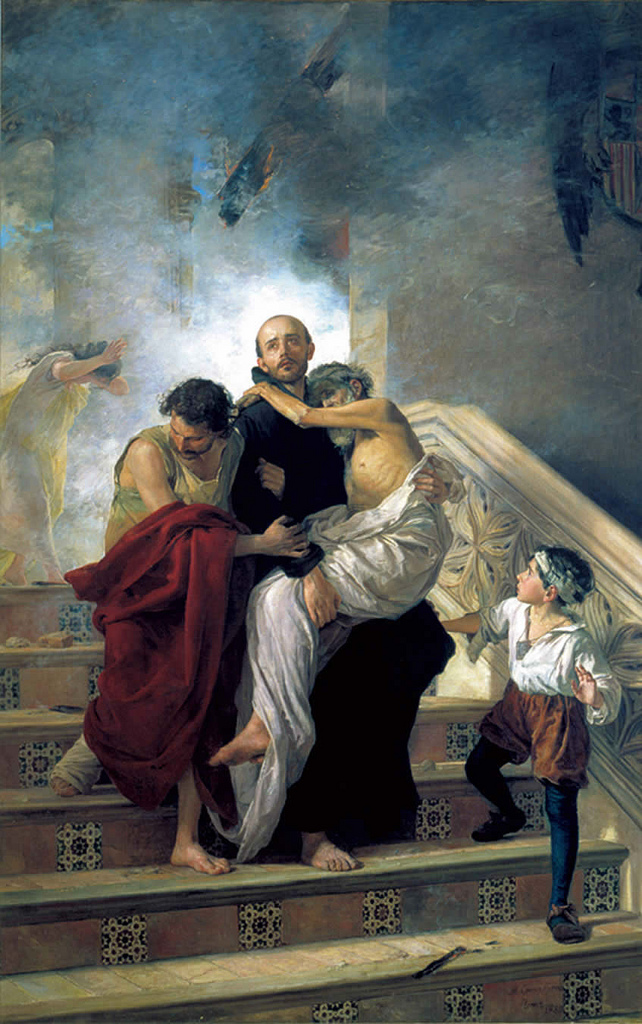
Istenes Szent János megmenti a betegeket a tűztől a király kórházban. Manuel Gómez-Moreno González (1880)

Szent Sebestyén napján (1537. január 20.), Ávilai Szent János prédikációt tartott. A szent életű férfi szavai nagy hatást gyakoroltak Jánosra, a prédikáció hatására alapvető lelki átalakuláson ment keresztül. Őrült módjára kezdett viselkedni, kiabálva mellét verve szaladgált az utcákon, bocsánatért könyörgött mélységes bűnbánatot tanúsítva. Érthetetlen viselkedése miatt elfogták és a Királyi kórház elmegyógyintézetébe zárták. A falhoz láncolva negyven napon keresztül rendszeresen hideg vizes leöntéssel és veréssel „kezelték”. Ez a módszer általános volt abban az időben, amit a pszichés betegek esetében alkalmaztak. János nem védekezett, sőt mi több bátorította is őreit, odakiáltva nekik: „Üssétek, üssétek ezt a bűnös testet!”
Amikor Ávilai Szent János tudomására jutott milyen hatást váltott ki a prédikációja azonnal felkereste Jánost az elmegyógyintézetben, aki a látogatás hatására rögtön lenyugodott. Azt tanácsolta neki, hogy aktívabban kezdjen el segíteni másokon és hagyjon fel az önsanyargatással. Ennek hatására János megtalálta a lelki békéjét és elhagyta a kórházat és hamarosan elkezdte a munkálkodását a szegények között.
Ez idő tájt zarándokolt el Guadalupei Miasszonyunk szentélybe ahol megjelent neki a Szűz Anya és arra bátorította, hogy segítsen a szegényeken. János minden energiáját abba fektette, hogy segítségére legyen a leginkább rászorulóknak. Éjszaka fát gyűjtött az erdőben, s nappal eladta. Árából élelmet és orvosságot vásárolt a vagyontalan betegeknek. Hamarosan olyan helyzetbe került, hogy házat bérelhetett. Oda hordta betegeit, és önfeláldozóan ápolta őket.
Eleinte egyedül munkálkodott mert sokan még mindig elmebetegnek tartották. Esténként elment alamizsnát gyűjteni és ezt kiáltozta: ,,Ki akar jót tenni magának? Az Isten szerelméért, tegyetek magatoknak is valami jót, testvéreim!'' Idővel az adományok egyre gazdagabbakká váltak és lassan mások is kezdtek csatlakozni hozzá. Szentségének a híre terjedni kezdett és már nem volt szükség a koldulásra, a szükséges dolgokat és támogatásokat elhozták neki sőt még egy nagyobb házat is tudott bérelni. Egy alkalommal kigyulladt városi kórház, János berohant az épületbe és számos beteget kimentett a lángok közül úgy, hogy sem neki sem a betegeknek egy hajszála sem sérült.
Egyszer a püspök fülébe jutott , hogy János mindenféle csavargót és rossz nőt is befogad és eltűr különféle szabálytalanságokat a házban. Amikor kérdőre vonták, így felelt: ,,Ha csak az igazakat fogadom be – válaszolta a szent –, hamarosan üresen állnának a termeim, és akkor hogyan tudnék a bűnösökért dolgozni? De jöjjön el a házamba, Kegyelmes Uram, és lássa saját maga: úgy fogja találni, hogy nem uralkodik ott semmiféle visszásság, és csak egyetlen igazán rossz emberünk van, aki méltatlanul eszi az alamizsnában kapott kenyeret – és az én vagyok.''
Tuy püspöke nagyrabecsülése jelenként, jóváhagyta az „Istenes János'' nevet amit az emberek akasztottak rá. Egy köntöst is készíttetett, hogy megismerjék róla és a segítői is ezt viseljék.

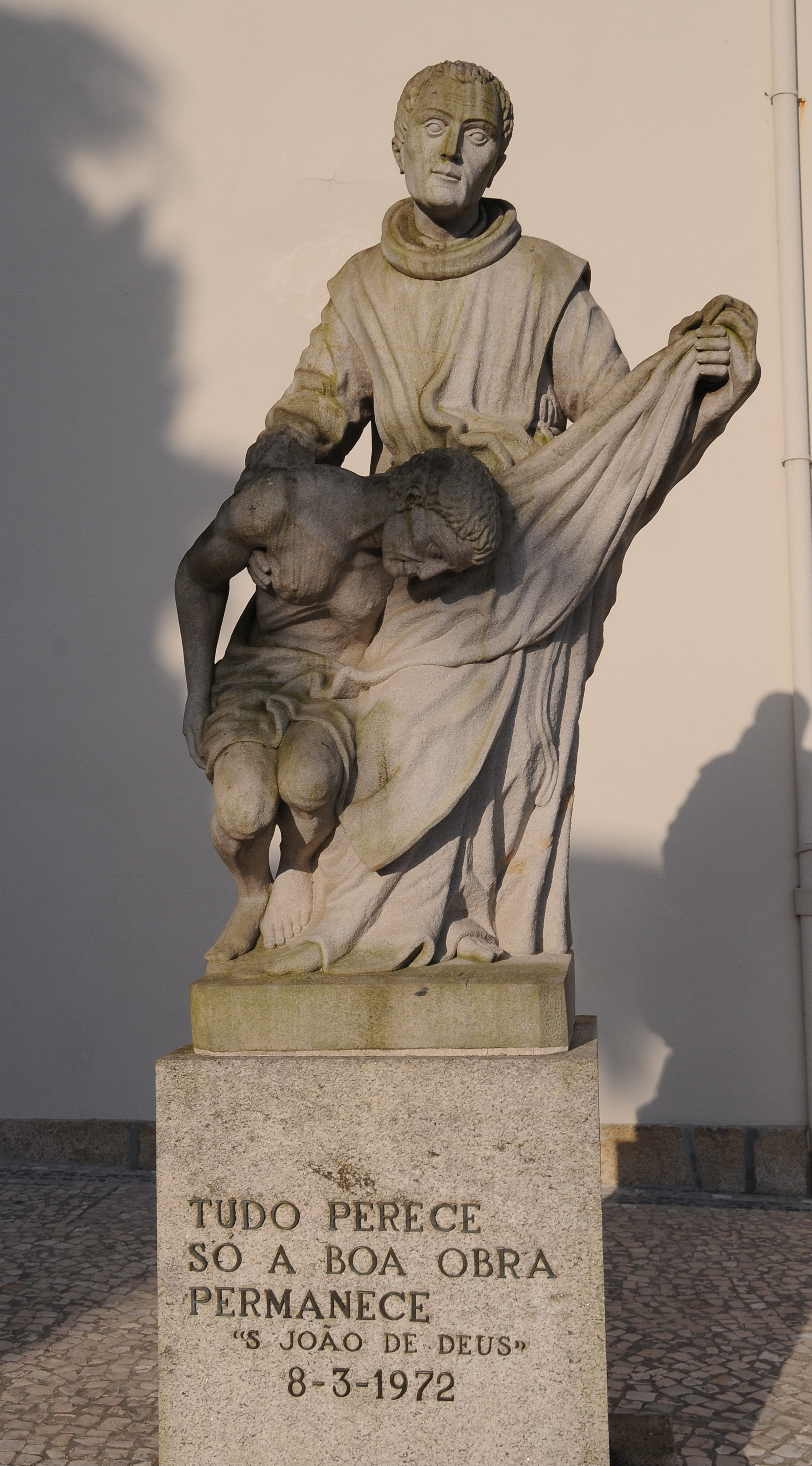
Istenes Szent János szobra, Vilar de Frades, Barcelos, Portugália.
Ez áll a feliraton:

### Utolsó évek
Egyre több fiatal ember gyűlt köréje, de papok és orvosok is csatlakozni szándékoztak a küldetéséhez. Az újoncokat alapos vizsgálat után vette fel. Nemsokára egy második kórház is épült ami adósságba keverte Jánost. Valladolidba ment támogatást kérni amit meg is kapott, de itt is rengeteg beteg kérte a segítségét. Amikor kísérője figyelmeztette, hogy Granadában kell elköltenie az adomány János így felelt neki: „Testvérem – válaszolta –, akár itt, akár Granadában adunk, mindig az Úrnak adunk, mert ő van mindenhol és minden szegényben.” A betegek gondozásában és szolgálatában eltöltött 13 év felemésztette erejét. Egy napon kiáradt a Genil-folyó számos fát sodorva partra. János kapva kapott az alkalmon és néhány segítőjével elment, hogy szedjék össze az értékes fákat. Munka közben az egyik fiú beleesett a vízbe, János rögtön utána ugrott, de nem tudta kihozni, alig volt képes partot érni. Ez a kaland testi lelki megrázkódtatást okozott amiből már nem tudott felépülni. Miután elrendezte a kórház ügyeit az egyik jótevője gondos ápolásban részesítette a saját házában, de a véget nem tudta megakadályozni. Miután az érsek feladta neki az utolsó kenetet Istenes János az ötvenötödik születésnapján eltávozott az élők sorából.

## Hagyatéka
Istenes Szent János a modern betegápolás előfutárának tekinthető. A betegeket külön termekbe osztotta nemek és betegségek szerint. Mindenkinek megvolt a saját ágya. Feljegyzéseket készített a betegekről, éjjeli ügyeletet vezetett be és ügyelt a higiéniára ami az ő korában meglehetősen nehéz feladat volt.
János sok elszánt tanítványt vonzott maga köré, akik szintén hivatásuknak érezték a betegek szolgálatát. Követőit az Irgalmasok Rendjébe szervezte és a Szentszék is elismerte működésüket. Később ezt a rendet bízták meg a pápa személyes orvosi ellátásával. Istenes Szent János és az Irgalmasok rendje az újkori betegápolás előfutárává vált. A betegeket, elsőként a világon, külön termekbe osztották nemek és betegségek szerint, kinek-kinek saját ágyat adva. Először készített írásbeli feljegyzéseket a betegekről, bevezették az éjszakai ügyeletet és gondosan ügyeltek a higiéniára, ami abban az időben rendkívüli dolognak számított. Mindezeken felül a betegek lelki gondozására is figyelmet fordított, mindenki számára biztosította a lelkipásztori ellátást.
Szent János halála után Pedro Soriano vette át a rend vezetését. Jelenleg 53 országban van jelen a rend és több mint 300 kórházat, szolgálatot és központot működtet különféle gyógyászati területeken, beleértve a pszichiátriát is. Az ún. Istenes Szent János család 45 000 szerzetest és világi segítőt számlál valamint több tízezer támogatót.

## Tisztelete
Istenes János 1550. március 8-án halt meg Granadában. VIII. Sándor pápa avatta szentté 1690-ben és később a kórházak, a betegek az ápolók, a tűzoltók, az alkoholisták és a könyvkereskedők védőszentjévé tették. Március 8-án van az ünnepnapja.

### Imádság
„Istenünk, Te Istenes Szent János szívét betöltötted az irgalmasság lelkületével, hogy példáján okulva tettekkel mutassuk meg szeretetünket a hozzánk közelállóknak és általuk kiérdemeljük Országod dicsőségét. A mi Urunk Jézus Krisztus, a Te Fiad által, aki Veled él és uralkodik a Szentlélekkel egységben, Isten mindörökkön-örökké. Ámen.''